# Tiana Lemnitz
Tiana Lemnitz (Metz, 26 octobre 1897 - Berlin, 5 février 1994) est une soprano allemande. Elle s'illustra au Staatsoper de Berlin de 1934 à 1957.

## Biographie
Tiana Lemnitz, connue aussi sous son nom de scène Tiana Gerstung, voit le jour le 26 octobre 1897, à Metz, en Lorraine annexée. La ville, qui compte à cette époque une trentaine de sociétés musicales et chorales, et de nombreux cafés-concerts, connaît alors une vie musicale intense. La jeune Tiana étudie au Conservatoire Hoch de Francfort avec Antoni Kohmann, et débute à Heilbronn en 1921, dans le rôle-titre de Undine. Tiana Lemnitz chante alors à Aix-la-Chapelle de 1922 à 1928, puis à Hanovre de 1928 à 1934. Tiana fait aussi quelques apparitions à Dresde et à Sopot.
Tiana Lemnitz débute à l'Opéra d'État de Berlin en 1934, où elle connaîtra ses plus grands succès. Elle y chantera jusqu'en 1957 ; en même temps, elle parait fréquemment comme invitée aux opéras de Munich et Vienne, et chante Marguerite de Faust à Varsovie en 1937, aux côtés du Méphisto de Feodor Chaliapin. Dans Wagner, elle incarna de mémorables Elisabeth, Elsa, Eva, et même Sieglinde (seulement à Berlin pour ce dernier rôle, dont il ne reste pas de document sonore, malgré une opulente discographie, en studio ou bien live). Elle chante aussi une émouvante Pamina dans l'intégrale de Die Zauberflöte enregistrée par Sir Thomas Beecham en 1937 (« Un souffle apparemment inépuisable réussit la prouesse de la ténuité, de la fragilité. Pamina soupire, comme on expire : aucun chant n'aura été, aussi parfaitement, exhalaison de l'âme. »), et également Agathe dans Der Freischütz au Festival de Salzbourg, en 1939. En 1936, Tiana Lemnitz parait au Royal Opera House de Londres, et au Teatro Colon de Buenos Aires, en 1950. Elle compte parmi ses élèves, le ténor Wilfried Krug.
Tiana Lemnitz s'éteint à Berlin, le 5 février 1994.

## Style et interprétation
Tiana Lemnitz s'illustre particulièrement dans les grands rôles lyrique-dramatiques du répertoire allemand et italien, tels la Comtesse Alamaviva, Pamina, Euryanthe, Elisabeth, Elsa, Eva, Sieglinde, Octavian et La Maréchale dans Der Rosenkavalier, le rôle-titre dans Arabella, Elvira, Leonora, Aida, Desdemona. Elle développe également une affection particulière pour les héroïnes slaves et tchèques, notamment Marenka dans La fiancée vendue, Milada dans Dalibor, le rôle-titre dans Jenufa, Natasha dans L'Enchanteresse. Elle est aussi très admirée dans le lied, auquel elle consacre une grande partie de sa carrière.
Artiste fervente, interprète nuancée et raffinée, dans n'importe quel répertoire qu'elle chantait, Tiana Lemnitz sut utiliser une voix naturellement somptueuse, une plasticité vocale et un phrasé poétique, de façon exceptionnelle. La décrivant comme l'archétype de la « wagnérienne blonde », le critique musical André Tubeuf écrit : « soutenir le souffle de façon liquide, transfigurer l'immolation en victoire, c'est l'emploi wagnérien de celles dont la voix n'est pas pour Wagner, mais pour Mozart plutôt, et naturellement Weber. Ce fut exactement l'emploi de Tiana Lemnitz. Il n'est pas exagéré de dire qu'au-dessus de toutes, même Grümmer, elle fut à la fois la Pamina et l'Agathe d'un demi-siècle [...] le prodigieux soutien de souffle qui alimentait cette voix de lumière, liquide, impalpable, pouvait mettre en elle, avec l'enthousiasme de la prière, l'énergie du désespoir. »

## Répertoire
- Alban Berg
  - Wozzeck (Marie)
- Bedřich Smetana
  - Dalibor (Milanda)
  - La Fiancée vendue (Marenka)
- Carl Maria von Weber
  - Der Freischütz (Agathe): Orchester der Bayerischen Staatsoper dirigé par Leo Blech (1935), puis par Bruno Seidler-Winkler (1939)
- Christoph Willibald Gluck
  - Orfeo ed Euridice[9]
- Georges Bizet
  - Carmen (Micaëla)
- Giacomo Puccini
  - La Bohème (Mimì)
- Giuseppe Verdi
  - Aida (Aida): Orchester der Bayerischen Staatsoper dirigé par Franz Schmidt (1937)
  - Don Carlos (Elisabetta)
  - Ernani (Elvira)
  - Il trovatore (Leonora)
  - Otello (Desdemona): Orchester der Bayerischen Staatsoper dirigé par Bruno Seidler-Winkler (1938-1939)
- Albert Lortzing
  - Ondine (Undine)
- Leoš Janáček
  - Jenůfa (Jenufa)
- Piotr Ilitch Tchaïkovski
  - Eugène Onéguine (opéra) (Tatjana)
  - L'Enchanteresse (Nastasja)
- Richard Strauss
  - Arabella (Arabella)
  - Der Rosenkavalier (Oktavian; Die Marschallin)
- Richard Wagner
  - Die Meistersinger von Nürnberg (Eva)
  - Die Walküre (Sieglinde)
  - Lohengrin (Elsa):  Orchester der Bayerischen Staatsoper dirigé par Johannes Schüler (1939)
  - Tannhäuser (Elisabeth): Orchester der Bayerischen Staatsoper dirigé par Leo Blech (1936)
- Stanislaw Moniuszko
  - Halka (Halka)
- Wolfgang Amadeus Mozart
  - Die Zauberflöte (Pamina): Berlin Philharmonic Orchestra dirigé par Sir Thomas Beecham (1937)
  - Don Giovanni (Donna Anna)
  - Le nozze di Figaro (Contessa): Berlin Philharmonic Orchestra dirigé par Bruno Seidler-Winkler (1938)

## Sources
- André Tubeuf, Les Introuvables du chant wagnérien, L'Avant Scène Opéra, n°67, septembre 1984 ; Les Introuvables du chant mozartien, L'Avant Scène Opéra, n°79/80, septembre/octobre 1985.
- Le Dictionnaire des interprètes, sous la direction de Alain Pâris, Paris, Robert Laffont, coll. « Bouquins », 1989.  (ISBN 2-221-06660-X)
- L'Univers de l'opéra. Œuvres, scènes, compositeurs, interprètes, sous la direction de Bertrand Dermoncourt, Paris, Robert Laffont, coll. « Bouquins », 2012.